# Самптер, Джереми
Джереми Роберт Майрон Самптер (англ. Jeremy Robert Myron Sumpter; 5 февраля 1989, Кармел, Калифорния, США) — американский актёр. Наиболее известен по роли Питера Пэна в фильме «Питер Пэн», а также по роли Джейкоба Ходжеса в фильме «Навстречу шторму».

## Биография
Джереми родился в городе Кармел, штат Калифорния, в семье Сэнди (урожденная Джонсон) и Гари Самптер. У него есть сестра-близнец Джессика, а также брат Оуэн (от предыдущего брака матери) и сестра Дженнифер. Когда Джереми было 10 месяцев, семья переехала в родной город его матери Маунт Стерлинг, штат Кентукки.
Когда Самптеру было 11 лет, он поступил в Международную ассоциацию моделей и талантов в Кентукки, где начал изучать модельный бизнес. Он также выиграл в конкурсе "Модель года" и подписал контракт с менеджером. Но позже он с семьей решил переехать в Лос-Анджелес, где начал сниматься с кино.
Его дебютом стала роль Адама Мэйкса в юности фильме «Порок». Позже Самптер выиграл премию «Сатурн» в номинации «Молодой актёр». В 2002 году он появился в фильме «Просто мечта», за роль в котором он получил премию «Молодой актёр» в номинации «Лучшее исполнение в телевизионном фильме или мини-сериале — ведущий молодой актер». В том же году он снялся в фильме «Местные ребята» вместе с Марком Хэрмоном и Эриком Кристианом Олсеном.
В июле 2003 года в возрасте 13 лет Джереми был выбран на роль Питера Пэна. Почти все трюки в фильме он исполнил самостоятельно. Он интенсивно тренировался на боевых мечах 5 часов в день и занимался гимнастикой. Во время съёмок в Австралии в свободное время Самптер обучался игре в крикет и серфингу. За роль Питера Пэна он получил премию «Сатурн» и «Молодой актёр».
В 2004 он году снялся в телесериале «Клубная раздевалка», который был закрыт после показа пяти эпизодов. Джереми исполнил главную роль Джастина в телефильме «Кибер-обольщение: Его секретная жизнь».
В 2005 году Самптер всё лето провёл в штате Орегон на съёмках фильма «Банда снежного человека», который был выпущен в ноябре 2006 года. В 2007 году он получил небольшую роль в фильме «Американское преступление». В том же году появился в эпизоде телесериала «C.S.I.: Место преступления Майами» в роли парня девушки, родители которой были убиты. В 2009 году снялся в фильме «Кельвин Маршалл». Далее последовали роли в таких фильмах, как «Ты такой Амур» (2010), «Огонь смерти» (2010) и «Сёрфер души» (2011).
В 2012 году актёр сыграл второстепенную роль в фильме «Обрезание» с Анной-Лин Маккорд.
В 2014 году снялся в фильме «Навстречу шторму» в роли оператора Джейкоба Ходжеса.

## Личная жизнь
В декабре 2015 года на своей странице в инстаграме Джереми объявил, что помолвлен с Лорен Пачеко. 28 октября 2016 года на своей странице в твиттере Самптер заявил, что пара разорвала помолвку. 1 октября 2022 года Самптер женился на Элизабет Тредэвэй на церемонии в Колумбии, штат Теннесси. 25 декабря 2022 года Самптер объявил через Instagram, что он и Тредэвэй ждут девочку, 17 апреля 2023 года Самптер объявил, что Тредуэй родила им дочь.

## Фильмография
| Год       |    | Русское название                      | Оригинальное название            | Роль             |
| --------- | -- | ------------------------------------- | -------------------------------- | ---------------- |
| 2001      | ф  | Порок                                 | Frailty                          | Адам в юности    |
| 2001      | ф  |                                       | Murphy's Dozen                   | Шон              |
| 2001      | с  | Скорая помощь                         | ER                               | Натан            |
| 2002      | ф  | Местные ребята                        | Local Boys                       | Скит Добсон      |
| 2002      | ф  | Просто мечта                          | Just a Dream                     | Генри Стурбак    |
| 2002      | с  | Сильное лекарство                     | Strong Medicine                  | Рэнди            |
| 2003      | ф  | Питер Пэн                             | Peter Pan                        | Питер Пэн        |
| 2004—2005 | с  | Клубная раздевалка                    | Clubhouse                        | молодой Пит      |
| 2005      | тф | Кибер-обольщение: Его секретная жизнь | Cyber Seduction: His Secret Life | Джастин Петерсен |
| 2006      | ф  | Банда снежного человека               | The Sasquatch Gang               | Гэвин            |
| 2007      | ф  | Американское преступление             | An American Crime                | Кой Хаббард      |
| 2007      | с  | C.S.I.: Место преступления Майами     | CSI: Miami                       | Зак Гриффит      |
| 2008—2010 | с  | Огни ночной пятницы                   | Friday Night Lights              | Джей-Ди Маккой   |
| 2009      | ф  | Кельвин Маршалл                       | Calvin Marshall                  | Каселли          |
| 2010      | ф  | Ты такой Амур                         | You're So Cupid!                 | Коннор           |
| 2010      | ф  | Огонь смерти                          | Death and Cremation              | Джарод Лири      |
| 2011      | ф  | Сёрфер души                           | Soul Surfer                      | Байрон           |
| 2012      | ф  | Обрезание                             | Excision                         | Адам             |
| 2012      | с  | Болота                                | The Glades                       | Дэйн Вестинг     |
| 2012      | в  |                                       | Hiding                           | Бретт            |
| 2014      | ф  | Животное                              | Animal                           | Мэтт             |
| 2014      | ф  | Навстречу шторму                      | Into the Storm                   | Джейкоб          |
| 2014      | ф  | Отбор                                 | The Culling                      | Тайлер           |
| 2015      | ф  | Давление                              | The Squeeze                      | Оги              |
| 2015      | с  | Сшиватели                             | Stitchers                        | Девон / Гевин    |
| 2016      | ф  | Выкуп – миллиард                      | Billionaire Ransom               | Кайл Хартманн    |